# Абан ибн Осман
Абу Саид Абан ибн Осман ибн Афан (преминуо 105 AH/723.) био је мухадит, факих, муфасир, муслимански историчар. Такође је одслужио седмогодишњи мандат као гувернер Медине 695–702. године, за време владавине омејадског калифа Абд ел Малика.

## Биографија
Абан је био син Утмана ибн Афана, трећег рашидунског калифа. Његова мајка је била Ум Амр бинт Џундаб ибн Амр ел Давсија из племена Азд у Јемену. Током Прве Фитне, која се одиграла након убиства његовог оца, Абан се борио заједно са Аишиним снагама и својим омејадским рођацима против калифа Алија (в. 656–661) у Бици код Камила у новембру 656. године. Како су Аишине присталице биле на рубу пораза, Абан је побегао из битке. Касније га је омејадски калиф Абд ел Малик (685–705) именовао Абана за гувернера Медине 695. године и он је наставио рад на тој дужности док га 702. није заменио Хишам ибн Исмаил ел Махзуми. Током свог мандата, он је водио погребне молитве, као што је то уобичајено за гувернера, за Мухамеда ибн ел Ханафија, сина Алија и вођу породице Алид.
Он је постао онеспособљен 722/23 и умро је у Медини следеће године, 723/24, за време владавине калифа Јазида II. Чини се да Абан није био главни политички делатник међу Омајадима и да већину славе дугује познавању исламске традиције. Многи научници приписују му да је написао Магази (биографију) Мухамеда, иако историчари Јакут ел Хамави и Ахмад ел Туси приписују овај рад извесном Абану ибн Осману ибн Иахји.

## Потомство
Абан је имао најмање две жене. Његова прва жена била је, Ум Саид бинт Абд ел Рахман ибн ел Харит ибн Хишам, и припадала је клану Бану Махзум. Родила је двојицу Абанових синова, његовог најстаријег Саида и Абд ел Рахмана, и кћерку. Његова друга жена, Ум Култум бинт Абдалах, била је унука Џафара ибн Аби Талиба.Имена потомака Абана забележена су у историјским записима најмање до 1375. у Египту, где су се преселили неки од његових потомака.Остали су забележени у изворима у ал-Андалузу.